# Детройт (тауншип, Миннесота)
Детройт (англ. Detroit) — тауншип в округе Бекер, Миннесота, США. На 2000 год его население составило 2359 человек.

## География
По данным Бюро переписи населения США площадь тауншипа составляет 79,4 км², из которых 67,1 км² занимает суша, а 12,3 км² — вода (15,49 %).

## Демография
По данным переписи населения 2000 года здесь находились 2359 человек, 899 домохозяйств и 692 семьи.  Плотность населения —  35,1 чел./км².  На территории тауншипа расположено 1186 построек со средней плотностью 17,7 построек на один квадратный километр. Расовый состав населения: 92,92 % белых, 0,08 % афроамериканцев, 3,69 % коренных американцев, 0,64 % азиатов, 0,34 % — других рас США и 2,33 % приходится на две или более других рас. Испанцы или латиноамериканцы любой расы составляли 0,72 % от популяции тауншипа.
Из 899 домохозяйств в 34,1 % воспитывались дети до 18 лет, в 67,9 % проживали супружеские пары, в 6,1 % проживали незамужние женщины и в 23,0 % домохозяйств проживали несемейные люди. 19,2 % домохозяйств состояли из одного человека, при том 7,2 % из — одиноких пожилых людей старше 65 лет. Средний размер домохозяйства — 2,62, а семьи — 3,00 человека.
26,2 % населения — младше 18 лет, 6,8 % — в возрасте от 18 до 24 лет, 24,4 % — от 25 до 44, 29,9 % — от 45 до 64, и 12,7 % — старше 65 лет. Средний возраст — 40 лет. На каждые 100 женщин приходилось 102,1 мужчин.  На каждые 100 женщин старше 18 приходилось 101,3 мужчин.
Средний годовой доход домохозяйства составлял 42 644 доллара, а средний годовой доход семьи —  50 326 долларов. Средний доход мужчин —  31 875  долларов, в то время как у женщин — 21 364. Доход на душу населения составил 20 529 долларов. За чертой бедности находились 3,7 % семей и 6,4 % всего населения тауншипа, из которых 10,1 % младше 18 и 6,7 % старше 65 лет.